# Johnny Jorgensen
John Jay Jorgensen, detto Johnny (Chicago, 28 dicembre 1921 – Charlotte, 19 gennaio 1973), è stato un cestista statunitense, professionista nella BAA e nella NBL.

## Palmarès
- Campione NBL (1948)
- Campione BAA (1949)